# عقیل کعبی
عقیل کعبی (زاده ۷ مرداد ۱۳۶۹ در اهواز) بازیکن فوتبال اهل ایران است.

## سوابق باشگاهی
سال ۲۰۱۳ تا ۲۰۱۵ برای فولاد نوین دو فصل بازی کرد و بعد از دو فصل درخشان به تیم فوتبال استقلال خوزستان پیوست سه فصل حضور با استقلال خوزستان یک قهرمانی را به کارنامه خود افزود سپس به باشگاه فوتبال صنعت نفت آبادان پیوست دو فصل حضور در این تیم پنجاه و یک بازی انجام داد و به تیم فوتبال مس رفسنجان پیوست اوج درخشش او در این تیم هم ادامه داشت پنجاه سه بازی و سه گل به ثبت رساند و بعد از دو فصل به تیم فوتبال نفت مسجدسلیمان پیوست و بعد از یک فصل دوباره‌ به باشگاه سابق خود استقلال خوزستان در این فصل لیگ برتر جام خلیج فارس ادامه می‌دهد.

## افتخارات
استقلال خوزستان
- لیگ برتر (۱): ۹۵–۱۳۹۴[۱۷]

## آمار باشگاهی
تا تاریخ ۰۱ مهر ۱۴۰۲
| عملکرد باشگاهی                         | عملکرد باشگاهی                         | عملکرد باشگاهی                         | لیگ      | لیگ      | جام      | جام      | قاره‌ای | قاره‌ای | دیگر     | دیگر     | مجموع | مجموع |
| فصل                                    | باشگاه                                 | لیگ                                    | بازی     | گل       | بازی     | گل       | بازی   | گل     | بازی     | گل       | بازی  | گل    |
| ایران                                  | ایران                                  | ایران                                  | لیگ برتر | لیگ برتر | جام حذفی | جام حذفی | آسیا   | آسیا   | سوپر جام | سوپر جام | مجموع | مجموع |
| -------------------------------------- | -------------------------------------- | -------------------------------------- | -------- | -------- | -------- | -------- | ------ | ------ | -------- | -------- | ----- | ----- |
| ۲۰۱۲–۲۰۱۳                              | استقلال خوزستان                        | لیگ برتر                               | ۱۵       | ۰        | ۰        | ۰        | _      | _      | _        | _        | ۲     | ۰     |
| ۲۰۱۳–۲۰۱۴                              | استقلال خوزستان                        | لیگ برتر                               | ۳۰       | ۰        | ۰        | ۰        | _      | _      | _        | _        | ۷     | ۰     |
| ۲۰۱۴–۲۰۱۵                              | استقلال خوزستان                        | لیگ برتر                               | ۳۰       | ۱        | ۰        | ۰        | _      | _      | _        | _        | ۷     | ۱     |
| مجموع استقلال                          | مجموع استقلال                          | مجموع استقلال                          | ۷۵       | ۱        | ۰        | ۰        | _      | _      | _        | _        | ۱۶    | ۱     |
| ۲۰۱۵–۲۰۱۶                              | صنعت نفت, مس رفسنجان                   | لیگ برتر                               | ۲۸       | ۱        | ۱        | ۰        | _      | _      | _        | _        | ۲۹    | ۱     |
| ۲۰۱۶–۲۰۱۷                              | صنعت نفت, مس رفسنجان                   | لیگ برتر                               | ۲۴       | ۱        | ۱        | ۰        | _      | _      | _        | _        | ۲۵    | ۱     |
| ۲۰۱۷–۲۰۱۸                              | صنعت نفت, مس رفسنجان                   | لیگ برتر                               | ۱۹       | ۱        | ۱        | ۰        | _      | _      | _        | _        | ۲۰    | ۱     |
| ۲۰۱۸–۲۰۱۹                              | صنعت نفت, مس رفسنجان                   | لیگ برتر                               | ۲۲       | ۰        | ۳        | ۰        | _      | _      | _        | _        | ۲۵    | ۰     |
| ۲۰۱۹–۲۰۲۰                              | صنعت نفت, مس رفسنجان                   | لیگ برتر                               | ۲۶       | ۳        | ۱        | ۰        | ۳      | ۰      | _        | _        | ۳۰    | ۳     |
| مجموع صنعت نفت و مس رفسنجان            | مجموع صنعت نفت و مس رفسنجان            | مجموع صنعت نفت و مس رفسنجان            | ۱۱۹      | ۶        | ۷        | ۰        | ۳      | ۰      | _        | _        | ۱۲۹   | ۶     |
| ۲۰۲۰–۲۰۲۱                              | نفت مسجدسلیمان ,استقلال خوزستان        | لیگ برتر                               | ۲۴       | ۱        | ۴        | ۰        | ۵      | ۰      | _        | _        | ۳۳    | ۱     |
| ۲۰۲۱–۲۰۲۲                              | نفت مسجدسلیمان ,استقلال خوزستان        | لیگ برتر                               | ۱۵       | ۰        | ۱        | ۰        | ۰      | ۰      | _        | _        | ۱۶    | ۰     |
| ۲۰۲۲–۲۰۲۳                              | نفت مسجدسلیمان ,استقلال خوزستان        | لیگ برتر                               | ۸        | ۲        | ۲        | ۱        | ۰      | ۰      | ۱        | ۰        | ۱۱    | ۳     |
| ۲۰۲۳–۲۰۲۴                              | نفت مسجدسلیمان ,استقلال خوزستان        | لیگ برتر                               | ۴        | ۱        | ۰        | ۰        | _      | _      | _        | _        | ۴     | ۱     |
| مجموع نفت مسجدسلیمان و استقلال خوزستان | مجموع نفت مسجدسلیمان و استقلال خوزستان | مجموع نفت مسجدسلیمان و استقلال خوزستان | ۵۱       | ۴        | ۷        | ۱        | ۵      | ۰      | ۱        | ۰        | ۶۴    | ۵     |
| مجموع آمار                             | مجموع آمار                             | مجموع آمار                             | ۱۸۶      | ۱۱       | ۱۴       | ۱        | ۸      | ۰      | ۱        | ۰        | ۲۰۹   | ۱۲    |